# Charlotte Ross
Charlotte Ross (nacida el 21 de junio de 1968) es una actriz estadounidense, conocida por ser miembro del elenco de NYPD Blue desde 2001 hasta 2004.

## Biografía
Charlotte Ross nació en Winnetka (Illinois), hija de Debbie, una representante de ventas e instructora de esquí, y Peter Ross, un asesor financiero. Su primera actuación teatral fue a los ocho años en My First Mouthpiece. Como una mujer joven, actuó en producciones en el teatro de su ciudad natal. Asistió al New Trier High School, y más tarde se mudó a Los Ángeles. 

## Carrera
Ha aparecido en Days of our Lives como Eve Baron Donovan desde 1987 hasta 1991. Su trabajo en la serie le consiguió dos nominaciones a los Emmy. Sus créditos televisivos incluyen además The Heights, The 5 Mrs. Buchanans, Drexell's Class, Matrimonio con hijos, Pauly, Ley y Orden, Trinity, Beggars and Choosers, Frasier, Jake in Progress, NYPD Blue y Glee. También coprotagonizó en 2007 una película para Lifetime Television, Montana Sky.
Ganó un disco de oro en 1992 por su trabajo en la banda sonora de The Heights y por la canción How Do You Talk to an Angel.
El 25 de febrero de 2003, apareció en el episodio de NYPD Blue, "Nude Awakening", en el cual se le veía el trasero mientras se preparaba para una ducha. Como resultado de esto, FCC pidió una multa de 27.500 dólares a cada una de las 52 estaciones de ABC por transmitir "material indecente entre las 6 de la mañana y las 10 de la noche. Sin embargo, el 4 de enero de 2011, la Segunda Corte de Apelaciones de Estados Unidos revocó por unanimidad la multa, afirmando que la aplicación de la FCC de las normas de indecencia fue "inconstitucionalmente vaga y escalofriante".
Charlotte apareció como Candy en la película en 3 dimensiones de Summit, Drive Angry 3D, junto a Nicolas Cage y Amber Heard.
En otoño de 2009, apareció como invitada en la serie estadounidense Glee como Judy Fabray, la madre de Quinn Fabray. Su aparición más reciente en la serie fue en el episodio "Goodbye", en la tercera temporada. 
Charlotte será la coestrella como primera mujer árbitro en béisbol profesional en el próximo corto , "The Umpire", así como también co-protagonizará "Street Kings: Motor City" junto a Ray Liotta.
En el 2015 tuvo 2 apariciones en la tercera temporada de la serie Arrow interpretando a la madre de Felicity en el quinto y décimo octavo capítulo.

## Vida personal
En 2002, apoyó la campaña de PETA contra el uso de piel de animales, aparenciendo desnuda en anuncios subtitulados "Preferiría enseñar mis nalgas que llevar pieles." El 18 de octubre de 2003, se casó con Michael Goldman y dio a luz a un niño: Maxwell Ross Goldman. Ella y Michael se divorciaron en 2008, pero "seguimos siendo amigos por el bien de nuestro hijo". Reside en Los Ángeles.